# Scatella edwardsi
Scatella edwardsi är en tvåvingeart som beskrevs av Cresson 1931. Scatella edwardsi ingår i släktet Scatella och familjen vattenflugor. Inga underarter finns listade i Catalogue of Life.